# Cephaloscymnus occidentalis
Cephaloscymnus occidentalis är en skalbaggsart som beskrevs av Horn 1895. Cephaloscymnus occidentalis ingår i släktet Cephaloscymnus och familjen nyckelpigor. Inga underarter finns listade i Catalogue of Life.